# Cryptoporus
Cryptoporus — рід грибів родини Polyporaceae. Назва вперше опублікована 1902 року.

## Класифікація
До роду Cryptoporus відносять 2 види:
- Cryptoporus sinensis
- Cryptoporus volvatus